# Joseph Gébara
Joseph Gébara (* 10. června 1965, Amatour, Libanon) je libanonský katolický kněz, melchitský archieparcha Melchitský archieparcha Petry a Filadelfie a člen Shromáždění katolických ordinářů ve Svaté zemi.